# San Gregorio (Esmeraldas)
San Gregorio ist eine Ortschaft und eine Parroquia rural („ländliches Kirchspiel“) im Kanton Muisne der ecuadorianischen Provinz Esmeraldas. Die Parroquia besitzt eine Fläche von 448 km². Die Einwohnerzahl lag im Jahr 2010 bei 5915.

## Lage
Die Parroquia San Gregorio liegt im Hinterland der Pazifikküste im Nordwesten von Ecuador. Das Gebiet erstreckt sich über das Einzugsgebiet des Río Canuto. Der Hauptort San Gregorio befindet sich am rechten Flussufer des Río Canuto 10,5 km südsüdöstlich vom Kantonshauptort Muisne. Die Fernstraße E15 (Esmeraldas–Manta) führt östlich an San Gregorio vorbei.
Die Parroquia San Gregorio grenzt im Nordwesten an die Parroquia Muisne, im Nordosten an die Parroquia Coronel Carlos Concha Torres, im Osten an die Parroquia Cube (Kanton Quinindé) sowie im Süden an die Parroquias San José de Chamanga und Daule sowie im Südwesten an die Parroquia Bolívar.

## Geschichte
Die Parroquia San Gregorio wurde am 23. Oktober 1954 eingerichtet.

## Ökologie
Der Ostteil der Parroquia liegt im Schutzgebiet Reserva Ecológica Mache Chindul.